# Władimir Romanow

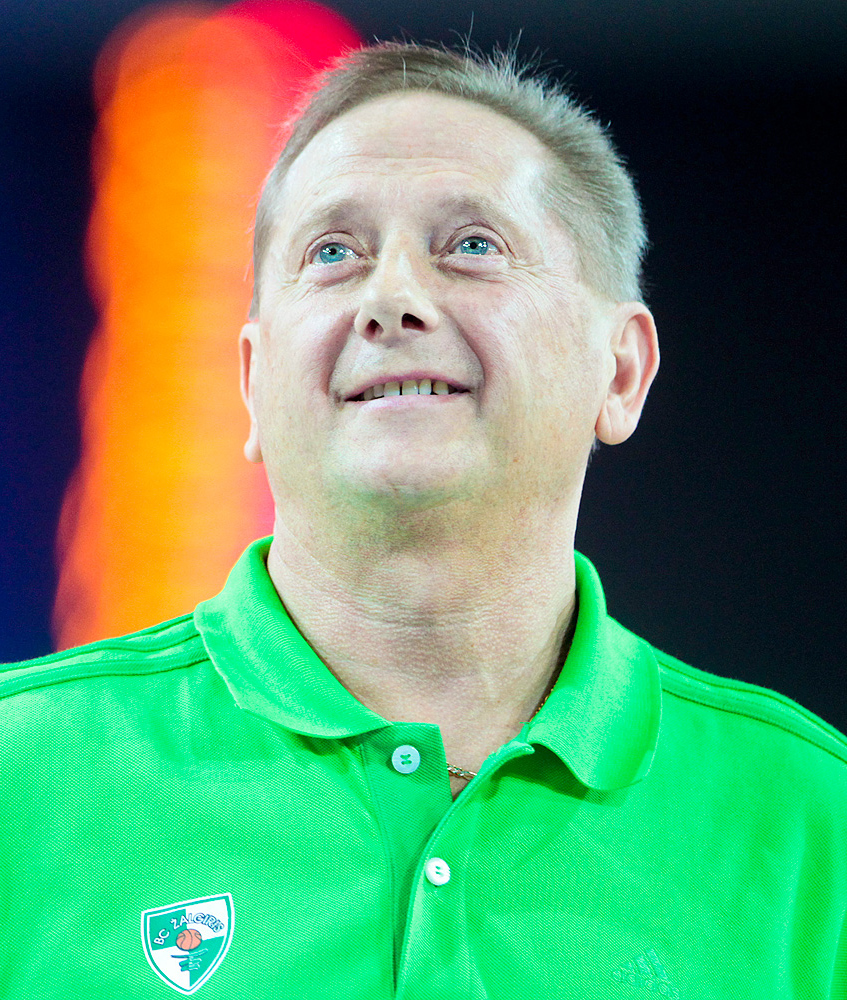
Władimir Romanow

Władimir Romanow, lit. Vladimiras Romanovas, ros. Владимир Романов (ur. 15 czerwca 1947 w Obwodzie twerskim, Rosyjska Federacyjna Socjalistyczna Republika Radziecka, Związek Socjalistycznych Republik Radzieckich) – litewski przedsiębiorca i bankier pochodzenia rosyjskiego. Jest właścicielem Ūkio bankas.
Był głównym udziałowcem i właścicielem klubu występującego w Scottish Premier League, Heart of Midlothian. Posiada też akcje w litewskim klubie FBK Kowno i białoruskim MTZ-RIPO Mińsk.
Romanow prowadzi również interesy handlowe w innych krajach, takich jak: Bośnia i Hercegowina, Białoruś, Polska, Słowacja.
Romanow w styczniu 2005 nabył pakiet kontrolny Heart of Midlothian F.C. od Chrisa Robinsona. Litwin chciał też wykupić pakiety w Dundee United F.C., Dundee F.C., Dunfermline Athletic F.C., jednak udziałowcy tamtejszych klubów nie wyrazili na to zgody. Romanow zamierzał wykupić pakiet większościowy Hearts, po złożeniu oferty udziałowcom klubu z Edynburga w październiku 2005.
Oprócz Hearts, FBK Kowno, MTZ-RIPO Mińsk, Litwin miałby posiadać też pakiety mniejszościowe akcji w więcej niż połowy klubów A Lyga.

## Życie prywatne
Ma syna – Romana – w latach 2005–2013 prezesa klubu Hearts.